# Distrikt Llalli
Der Distrikt Llalli liegt in der Provinz Melgar in der Region Puno in Südost-Peru. Der Distrikt besitzt eine Fläche von 229 km². Beim Zensus 2017 wurden 2732 Einwohner gezählt. Im Jahr 1993 betrug die Einwohnerzahl 2758, im Jahr 2007 3907. Sitz der Distriktverwaltung ist die 3980 m hoch gelegene Ortschaft Llalli mit 1855 Einwohnern (Stand 2017). Llalli befindet sich 32 km westsüdwestlich der Provinzhauptstadt Ayaviri.

## Geographische Lage
Der Distrikt Llalli liegt im Andenhochland im äußersten Südwesten der Provinz Melgar. Der Río Lallimayoc (auch Río Ocuviri) durchquert den Distrikt und entwässert das Areal nach Nordosten zum Río Pucará (auch Río Santa Rosa).
Der Distrikt Llalli grenzt im Westen an den Distrikt Pallpata (Provinz Espinar), im Norden an den Distrikt Cupi sowie im Süden an den Distrikt Ocuviri (Provinz Lampa).

## Ortschaften
Im Distrikt gibt es neben dem Hauptort folgende größere Ortschaften:
- Buenavista
- Checasica Alto
- Checasica Bajo